# Zsil
A Zsil (románul Jiu, latin nevén Rabon) a Duna egyik bal oldali mellékfolyója Romániában. Olténia legjelentősebb folyója.
Erdélyben, a Déli-Kárpátokban, a Vulkán-hegységben ered, egyike azon kevés vízfolyásoknak, amelyek a Kárpát-medencében erednek, de nem a medencében érik el a Dunát.
Hossza 331 km, a Nyugati-Zsil forrásától, vízgyűjtő területe: 10,1 ezer négyzetkilométer. Vízgyűjtőjének legmagasabb pontja a Páring-hegység (2519 m). Bumbești alatt, a Szurdok-szoroson keresztül töri át a Kárpátokat.
A folyó által érintett települések: Vulkán, Petrozsény, Zsilvásárhely és Filiași, illetve Craiova mellett folyik el, majd széles teraszos völgyébe mélyen bevágódva Bechetnél ömlik a Dunába.
Torkolati vízhozama (középvíz): 155 m³/s.